# Syk pike
Syk pike é um filme de comédia sueco-norueguês de 2022 dirigido e escrito por Kristoffer Borgli. É estrelado por Kristine Kujath Thorp, Eirik Sæther, Fanny Vaager, Henrik Mestad, Andrea Bræin Hovig, Steinar Klouman Hallert, Fredrik Stenberg Ditlev-Simonsen, Sarah Francesca Brænne e Anders Danielsen Lie.

## Enredo
Signe e Thomas são um casal morando juntos em Oslo, onde Signe trabalha como barista enquanto Thomas é um artista especializado em esculturas feitas com móveis roubados. Signe está com ciúmes da atenção crescente que Thomas tem recebido e tenta planejar maneiras de desviá-la dele, incluindo a tentativa de fazer um cachorro atacá-la após testemunhar uma situação semelhante em seu local de trabalho. Quando Thomas consegue uma grande exposição de seu trabalho, Signe ofusca seu discurso em um jantar comemorando sua abertura, fingindo uma reação alérgica grave.
Signe se depara com um artigo de notícias sobre um medicamento antiansiedade russo chamado Lidexol, que foi recolhido após relatos de que induziu doenças de pele graves naqueles que o tomaram. Depois de comprar uma grande quantidade de Stian, seu amigo traficante, ela começa a tomá-lo regularmente. Quando os sintomas de uma doença de pele começam a se apresentar, Signe visita um médico encorajado por Thomas, mas se recusa a permitir que ele faça qualquer exame. Nesse mesmo dia, Thomas é entrevistado por uma grande revista, deixando-o impossibilitado de buscar Signe no hospital. Sentindo que Thomas não está dando atenção suficiente a ela, Signe toma uma overdose de Lidexol deliberadamente e é hospitalizada, com Thomas passando mais tempo cuidando dela como resultado.
Por recomendação de sua mãe, Signe começa a frequentar um grupo de apoio holístico para pessoas com doenças graves, mas é advertida por um membro do grupo que acredita que ela está mentindo. Ela consegue uma entrevista para uma grande agência de notícias sob o pretexto de aumentar a conscientização sobre sua condição, mas após a publicação online, o artigo resultante é rapidamente ofuscado pela notícia de um tiroteio em massa. No entanto, no dia seguinte, o artigo é publicado na primeira página do jornal nacional, e leva Signe a assinar um contrato de modelo. Ela continua a tomar Lidexol durante esse período, o que faz com que sua condição física piore ainda mais.
Signe é convidada para filmar um comercial em um museu para uma marca de moda chamada Independent, ao lado de uma modelo que sofre de simbraquidactilia. No dia da filmagem, Thomas é preso em uma loja de móveis depois que um funcionário o reconhece na primeira página da revista que o entrevistou, que o descreve como "Thomas, o Ladrão". Na filmagem, Signe tranca a outra modelo no banheiro antes de desmaiar repentinamente enquanto ela está sendo filmada. Signe revela a seu amigo jornalista Marte que ela está mentindo sobre sua provação, e Thomas é preso por seus roubos. Signe retorna ao grupo de apoio em busca de consolo, mais uma vez inventando seus sintomas.

## Elenco
- Kristine Kujath Thorp como Signe
- Eirik Sæther como Thomas
- Fanny Vaager como Marte
- Fredrik Stenberg Ditlev-Simonsen como Yngve
- Sarah Francesca Brænne como Emma
- Ingrid Vollan como Beate
- Steinar Klouman Hallert como Stian
- Andrea Bræin Hovig como Lisa
- Henrik Mestad como Espen
- Anders Danielsen Lie como médico

## Produção
Borgli começou a conceber o filme em 2017. Apesar de Syk pike ter recebido luz verde na Noruega, o diretor disse que morar em Los Angeles enquanto escrevia o roteiro foi o que mais influenciou os personagens e o enredo do filme: "A influência de o ambiente ao meu redor aqui realmente fez algo para a história e para o personagem. As características pessoais de ela ser extremamente ambiciosa, oportunista e talvez até um pouco narcisista foram coisas com as quais me deparei com mais frequência aqui do que na Noruega".

## Lançamento
O filme estreou no Festival de Cinema de Cannes em 22 de maio de 2022. Foi lançado nos cinemas na Noruega em 9 de setembro de 2022 pela Scandinavian Film Distribution.

## Recepção
No site agregador de resenhas Rotten Tomatoes, o filme detém um índice de aprovação de 91% com base em 34 resenhas, com nota média de 7,6/10. O consenso dos críticos do site diz: "Com uma ampla dose de humor negro, Syk pike tem a intenção de revirar o estômago com sua sátira cruel sobre a vaidade na época das mídias sociais, apresentando uma saga de egos que deram errado." O Metacritic, que usa uma média ponderada, atribuiu ao filme uma pontuação de 72 em 100, com base em 11 críticos, indicando "críticas geralmente favoráveis".